# 北勢町阿下喜
北勢町阿下喜（ほくせいちょうあげき）は、三重県いなべ市にある地名。

## 地理
北勢町の中央部に位置し、旧北勢町に属している。

## 世帯数と人口
2019年（令和元年）7月1日現在の世帯数と人口は以下の通りである。
| 町丁         | 世帯数    | 人口    |
| ------------ | --------- | ------- |
| 北勢町阿下喜 | 1,229世帯 | 2,785人 |

### 人口の変遷
国勢調査による人口の推移。
| 2005年（平成17年） | 3,276人 | [ 5 ] |  |
| 2010年（平成22年） | 3,063人 | [ 6 ] |  |
| 2015年（平成27年） | 3,081人 | [ 7 ] |  |

### 世帯数の変遷
国勢調査による世帯数の推移。
| 2005年（平成17年） | 1,087世帯 | [ 5 ] |  |
| 2010年（平成22年） | 1,028世帯 | [ 6 ] |  |
| 2015年（平成27年） | 1,071世帯 | [ 7 ] |  |

## 学区
市立小・中学校に通う場合、学区は以下の通りとなる。
| 番・番地等 | 小学校                 | 中学校               |
| ---------- | ---------------------- | -------------------- |
| 全域       | いなべ市立阿下喜小学校 | いなべ市立北勢中学校 |

## 交通

### 鉄道
- 三岐鉄道
北勢線 阿下喜駅

### 道路
- 国道306号
- 三重県道5号北勢多度線
- 三重県道608号畑毛東貝野阿下喜線

## 施設
- いなべ市役所
- 北勢郵便局
- いなべ市立阿下喜小学校
- いなべ市立北勢中学校
- 桐林館 - 旧阿下喜小学校校舎。登録有形文化財。
- 三十三銀行 阿下喜支店
- 三重北医療センターいなべ総合病院
- マックスバリュ 北勢店

## その他

### 日本郵便
- 郵便番号 : 511-0428[3]（集配局：東員郵便局[9]）。